# 715 Dywizja Piechoty (III Rzesza)
715 Dywizja Piechoty (niem. 715. Infanterie-Division) – niemiecka dywizja z czasów II wojny światowej, sformowana w Baden-Baden na mocy rozkazu z 8 maja 1941, w 15. fali mobilizacyjnej w V Okręgu Wojskowym.

## Struktura organizacyjna
- Struktura organizacyjna w maju 1941:

725. i 735. pułk piechoty, 671. oddział artylerii, 715. kompania pionierów, 715. kompania łączności;
- Struktura organizacyjna w listopadzie 1942:

725. i 735. pułk grenadierów, 671. oddział artylerii, 715. kompania pionierów, 715. kompania przeciwpancerna, 715. kompania łączności;
- Struktura organizacyjna w lutym 1945:

725., 735. i 774. pułk grenadierów, 671. pułk artylerii, 715. batalion pionierów, 715. batalion fizylierów, 715. oddział przeciwpancerny, 715. oddział łączności;

## Dowódcy dywizji
- gen. mjr Ernst Wening 3 V 1941 – 15 VII 1942;
- gen. por. Kurt Hoffmann 15 VII 1942 – 5 I 1944;
- gen. mjr Hans – George Hildebrandt 5 I 1944 – 1 VII 1944;
- gen. mjr Hans von Rohr 1 VII 1944 – 18 IX 1944;
- gen. mjr Hans – Joachim Ehlert 18 IX 1944 – 30 IX 1944;
- gen. mjr[1] Hans von Rohr 30 IX 1944 – 2 V 1945;